# Vizcondado de la Palma del Condado
El vizcondado de la Palma del Condado es un título nobiliario español creado el 21 de junio de 1929 por el rey Alfonso XIII en favor de Ignacio de Cepeda y Soldán, alcalde de la Palma del Condado, por su labor en aras del bienestar de dicha ciudad.
Su nombre hace referencia al municipio español de La Palma del Condado, en la comunidad autónoma de Andalucía, provincia de Huelva.

## Vizcondes de la Palma del Condado
|                                  | Titular                           | Periodo                   |
| Creación por Alfonso XIII        | Creación por Alfonso XIII         | Creación por Alfonso XIII |
| -------------------------------- | --------------------------------- | ------------------------- |
| I                                | Ignacio de Cepeda y Soldán        | 1929-1967                 |
| Rehabilitación por Juan Carlos I |                                   |                           |
| II                               | Ignacio Justo de Cepeda y Morales | 1986-2004                 |
| III                              | José María Rodríguez de Cepeda    | 2006-hoy                  |

## Historia de los vizcondes de la Palma del Condado
- Ignacio de Cepeda y Soldán (3 de diciembre de 1890-10 de agosto de 1967[3]), I vizconde de la Palma del Condado, ingeniero de montes, diputado en el congreso por Huelva (1927-1930).[4]

- Ignacio Justo de Cepeda y Morales (1921-2004), II vizconde de la Palma del Condado, por rehabilitación del título el 11 de septiembre de 1986 (BOE del día 25)[5] y carta de sucesión expedida el 3 de diciembre del mismo año.[6]

El 15 de febrero de 2006, previa orden del 26 de enero del mismo año para que se expida la correspondiente carta de sucesión (BOE del 13 de febrero), le sucedió su sobrino:
- José María Rodríguez de Cepeda, III vizconde de la Palma del Condado.[6]